# 阪南市立鳥取中学校
阪南市立鳥取中学校（はんなんしりつ とっとり ちゅうがっこう）は、大阪府阪南市にある公立中学校。

## 沿革
学制改革と同時の1947年に泉南郡東鳥取村ほか3ヶ町村の学校組合により、学校組合立鳥取中学校として設置された。現在の阪南市の市域ではもっとも歴史の古い中学校となっている。
その後地域の宅地化に伴って生徒数が増加したため、貝掛・飯の峯・鳥取東の3中学校を分離している。

### 年表
- 1947年4月1日 - 学校組合立鳥取中学校として創立。
- 1972年10月20日 - 合併による泉南郡阪南町の発足により、阪南町立鳥取中学校に改称。
- 1975年4月1日 - 阪南町立貝掛中学校（現在の阪南市立貝掛中学校）を分離。
- 1978年4月1日 - 阪南町立尾崎中学校（現在の阪南市立尾崎中学校）を分離。
- 1985年4月1日 - 阪南町立鳥取東中学校（現在の阪南市立鳥取東中学校）を分離。
- 1991年10月1日 - 阪南市の市制施行により、阪南市立鳥取中学校に改称。
- 2011年3月 - 新校舎設立。
- 2020年4月1日 - 阪南市立尾崎中学校と合併。別館設立。

## 出身者
- 和泉修 - タレント
- 辻本茂雄 - タレント
- 塚地武雅 - タレント
- こうぶんこうぞう - 画家
- 上良早紀 - タレント
- 福田周平 - プロ野球選手

## 交通
- 南海本線 尾崎駅 南へ約1.2km。